# Conjunt de Gavarrós
El Conjunt de Gavarrós és un conjunt amb elements romànics de Guardiola de Berguedà (Berguedà) inclosa a l'Inventari del Patrimoni Arquitectònic de Catalunya.

## Descripció
És un petit nucli edificat, presidit per l'antiga parròquia, cap del que fou municipi de Gavarrós, actualment deshabitat i en procés de ruïna. Obres del segle xi al xviii. Petita església parroquial d'estructura romànica. Està situat a la capçalera del torrent de Gavarrós, en uns replans un xic enlairats, entre antics camps de conreu voltats de bosc.

## Història
S'esmenta el lloc el 839.